# Tullio Pinelli
Tullio Pinelli (Turijn, 24 juni 1908 – Rome, 7 maart 2009) was een Italiaans auteur en scenarioschrijver.
Hij was vanaf 1945 betrokken bij de ontwikkeling van het het Italiaans neorealisme. Hij was ook medeschrijver van verschillende scenario's van Federico Fellini (La strada, Le notti di Cabiria, La Dolce Vita, 8½) . Later werkte hij samen met Pietro Germi. In 1999 kreeg Pinelli de Italiaanse filmprijs Premi David di Donatello.
In 1966 begon hij een relatie met de Franse actrice Madeleine Lebeau met wie hij in 1988 huwde. Ze bleven tot zijn overlijden samen.
- Bibsys: 90560125
- Biblioteca Nacional de España: XX1177520
- Bibliothèque nationale de France: cb139867872 (data)
- CiNii: DA09687901
- Gemeinsame Normdatei: 119490439
- International Standard Name Identifier: 0000 0001 1445 9144
- Library of Congress Control Number: n85201905
- Nationale Bibliotheek van Letland: 000245243
- Nationale Bibliotheek van Tsjechië: xx0038552
- Nationale bibliotheek van Australië: 35778271
- Nationale Bibliotheek van Israël: 987007436429505171
- Istituto Centrale per il Catalogo Unico: CFIV009550
- Système universitaire de documentation: 030201608
- Trove: 1082948
- Virtual International Authority File: 61740905
- WorldCat: E39PBJxhqtkgCfbgrGgrCypHG3